# Château de Montbéliard
Le château de Montbéliard ou château des ducs de Wurtemberg est un château fort français du XIIIe siècle du comté de Montbéliard puis principauté de Montbéliard de style Renaissance situé sur une barre rocheuse surplombant le centre-ville de la commune française de Montbéliard dans le département du Doubs en région Bourgogne-Franche-Comté.
Le château est classé aux monuments historiques depuis juillet 1996 et héberge à ce jour entre autres le musée du Château des ducs de Wurtemberg et le musée d'archéologie et d'histoire naturelle de Montbéliard.

## Historique

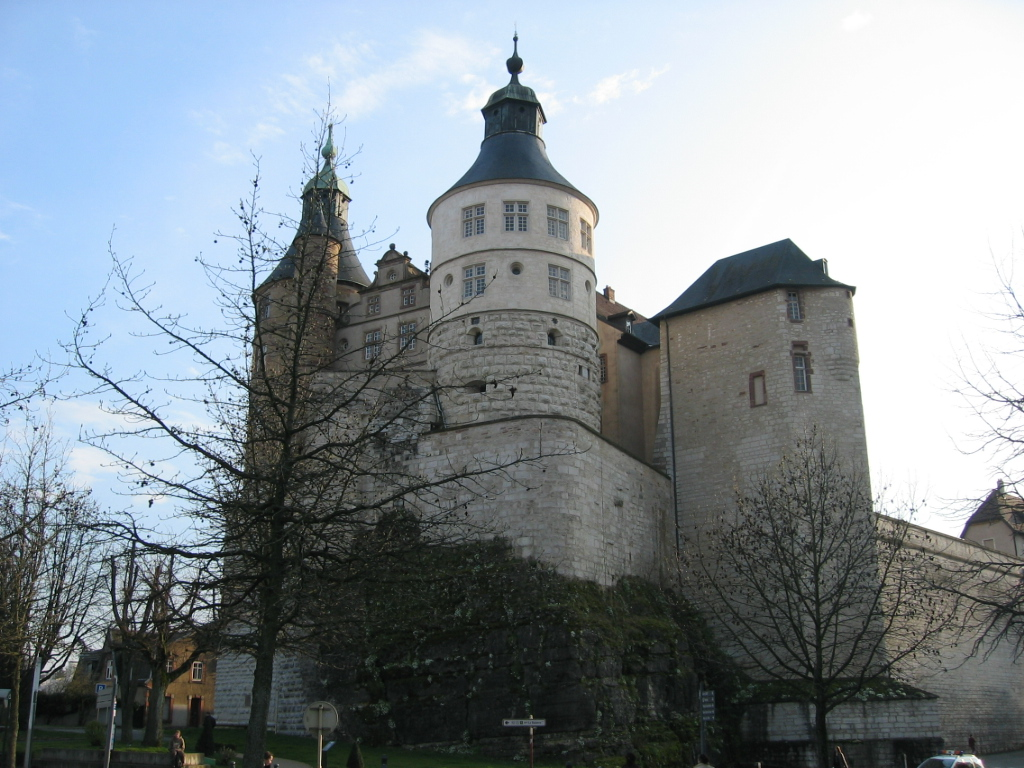
Le château.

On pense que les origines de la forteresse remontent à l'époque gallo-romaine. Ce ne fut sans doute qu'une tour de guet en bois, un poste d'observation avancé autour de la ville de Mandeure (Epomanduodurum), pour en assurer la défense.
Le château actuel date du XIIIe siècle et appartient à la famille de Montfaucon, vassale du comté de Bourgogne.
En 1407 Henriette de Montfaucon (Henriette d'Orbe) épouse le comte allemand Eberhard IV de Wurtemberg, fils du comte Eberhard III de Wurtemberg, et fait passer Montbéliard dans le domaine de cette famille sous suzeraineté du Saint-Empire romain germanique pour quatre siècles.
En 1793, le château est rattaché à la République française comme garnison, rôle qu’il remplit jusqu’en 1933.
Il devient un dépôt de mendicité en 1811 par application du décret impérial du 29 novembre 1810 et ce jusqu'en décembre 1813, date de l'arrivée des Coalisés dans le pays de Montbéliard. Il sera alors leur hôpital militaire comme déjà en 1794 pour l'armée du Rhin ou en 1799 pour l'armée du général Masséna après sa victoire à Zurich.

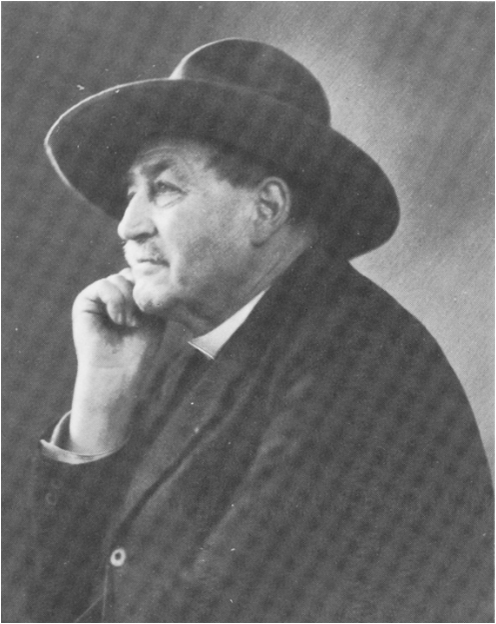
Émile Blazer (1859-1941).

En 1816, avec le rattachement du pays de Montbéliard au département du Doubs, une maison d'arrêt est installée dans les souterrains du château. Elle y restera jusqu'en 1836.
Ce n'est toutefois pas la première fois que le château de Montbéliard a abrité une prison. Il existait, entre le XVIIe et le XVIIIe siècle, une prison d'État dont la porte cintrée était surmontée d'un ours : c'est le Berloc (Boehrenloch) ou « Trou aux Ours ». La légende veut que ce soit le prince Frédéric qui ait rapporté un ours noir au cours d'une partie de chasse et l'ait installé dans une fosse spécialement aménagée.
À partir de 1930, Émile Blazer devient conservateur du château et s'efforce de le faire restaurer afin d'en faire un lieu de transmission de l'histoire et du patrimoine culturel montbéliardais.
De nos jours, le château renferme un musée retraçant l’histoire du pays et le Musée d'archéologie et d'histoire naturelle de Montbéliard depuis 1937.

## Description

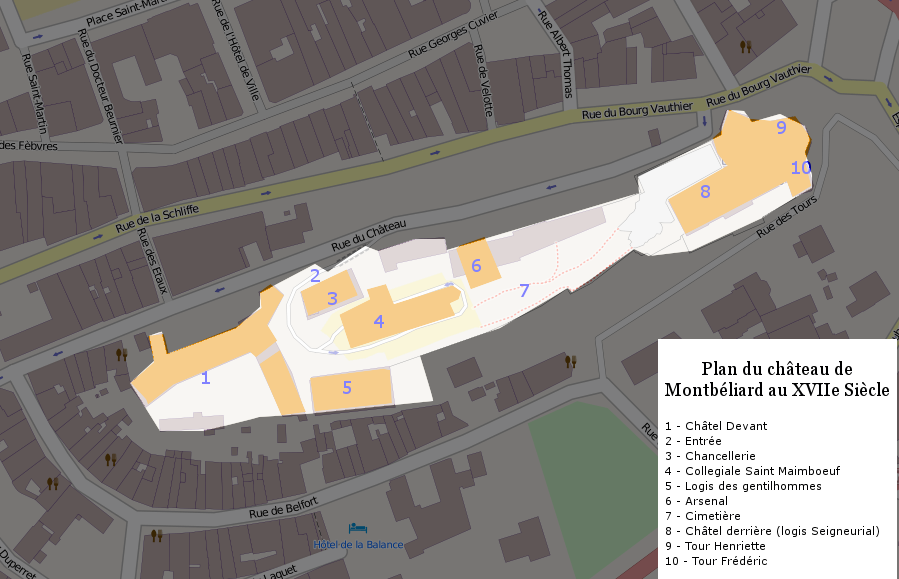
Plan du château de Montbéliard au XVIIe siècle.

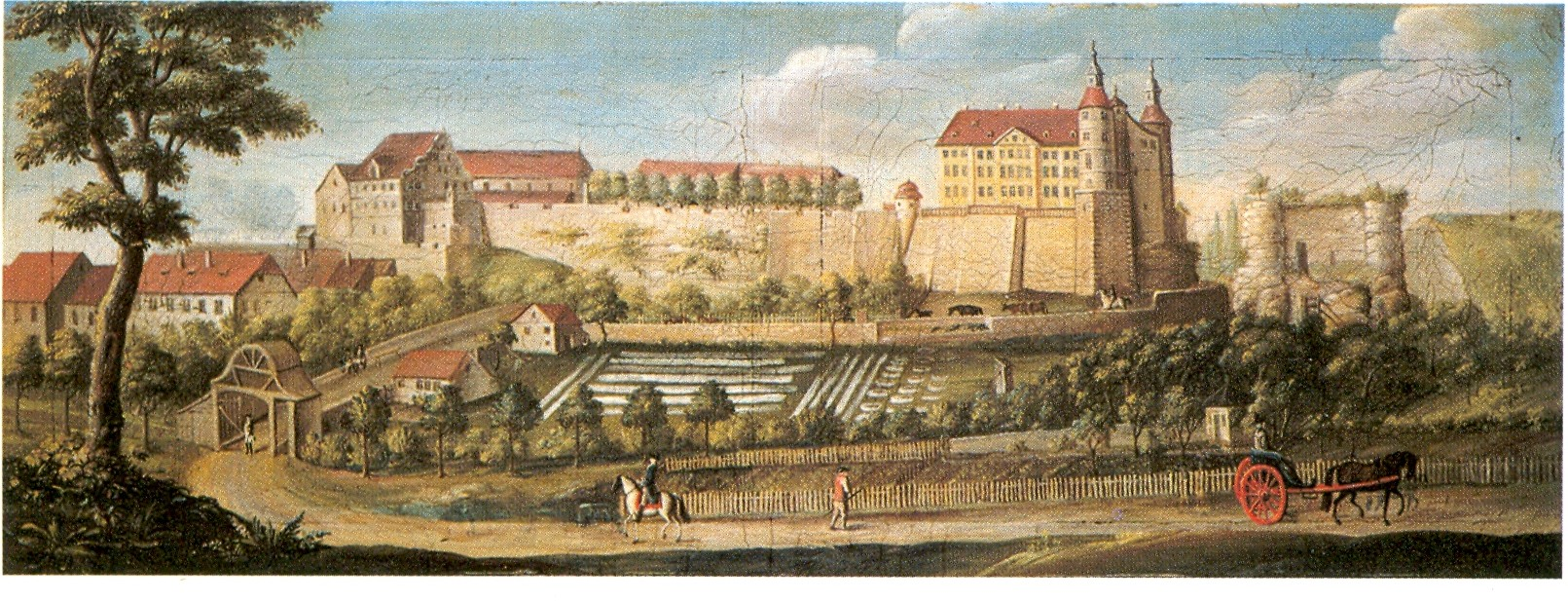
Château des comtes de Montbéliard puis ducs de Wurtemberg du comté de Montbéliard puis principauté de Montbéliard au Moyen Âge - Musée Beurnier-Rossel de Montbéliard.

Jadis, le château était divisé en deux parties par rapport à l'église Saint-Maimbœuf (très ancienne) érigée sur l'esplanade et qui dominait de ses 44 mètres, toute la cité.
Le Châtel-Derrière, à l'est, avec ses deux tours imposantes (tour Henriette construite en 1424 et tour Frédéric construite en 1572), qui fut (de tout temps) les lieux de réception et les appartements privés des comtes et ducs qui se succédèrent dans le comté, puis dans la principauté. Cette partie du château était séparée par un vaste et profond fossé, aujourd’hui disparu, que l'on franchissait par un pont-levis.
Le Châtel-Devant, à l'ouest, qui domine l'Allan et la Lizaine (avant qu'elle ne soit canalisée sous terre), comportait le long de sa face nord, l'unique entrée de la forteresse (toujours présente au même endroit) et qui disposait de son pont-levis et de sa herse. Il y avait aussi un fossé qui s'ajoutait à la protection de l'entrée et qui a disparu lors de grands travaux dans le courant du XVIIIe siècle. Le Châtel-Devant renfermait dans son enceinte, les bâtiments de la garnison, dans lesquels on logeait parfois des personnalités de passage. Il y avait aussi les écuries, la fauconnerie et l'arsenal où étaient entreposés les canons, les munitions et les armes nécessaires à la défense du château et de la cité.
Enfin, l'Hôtel du Bailli (ou hôtel des gentilshommes) domine toujours de sa masse imposante cette partie du château. On peut encore évoquer le bâtiment de la chancellerie qui se situait immédiatement à l'entrée du château. Ce que l'on sait, c'est que le château était dans un état de délabrement avancé à la fin du XVIIIe siècle. Aussi, plusieurs bâtiments furent démolis et reconstruits. Deux transformations majeures au cours du XIXe siècle ont modifié l'aspect du château : d'abord, la disparition de l'église Saint-Maimbœuf en 1810, puis la destruction en 1880 de la maison dite « entre les tours » qui était un bâtiment flanqué entre les tours Henriette et Frédéric qui caractérisent si bien le Châtel-Derrière et qui donnent au château cet aspect imposant aux touristes dès qu'ils parviennent dans la cité. La maison « entre les tours », fut remplacée par une façade ornée de volutes réalisées dans le pur style de l'époque germanique du XVIIe siècle.

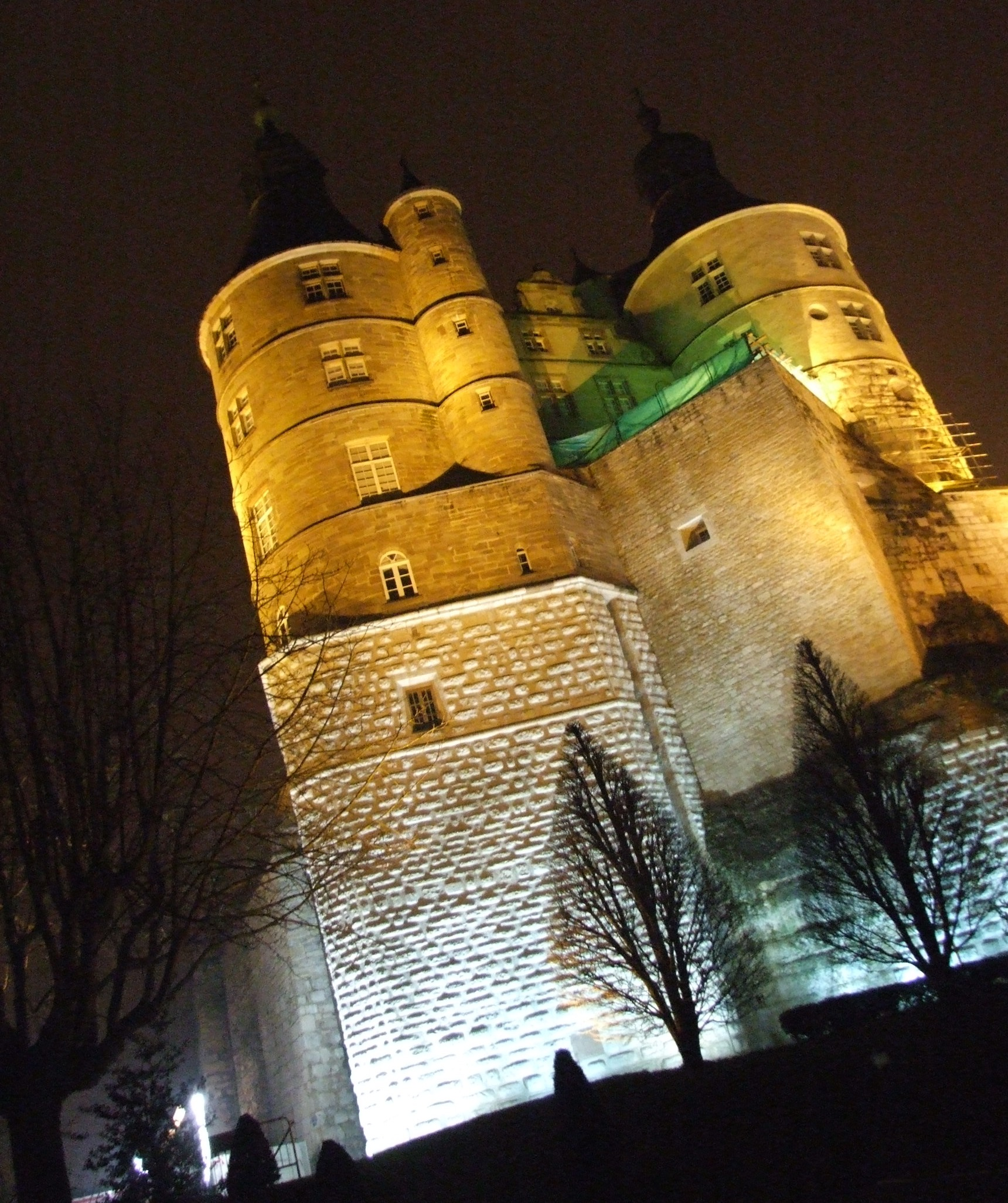
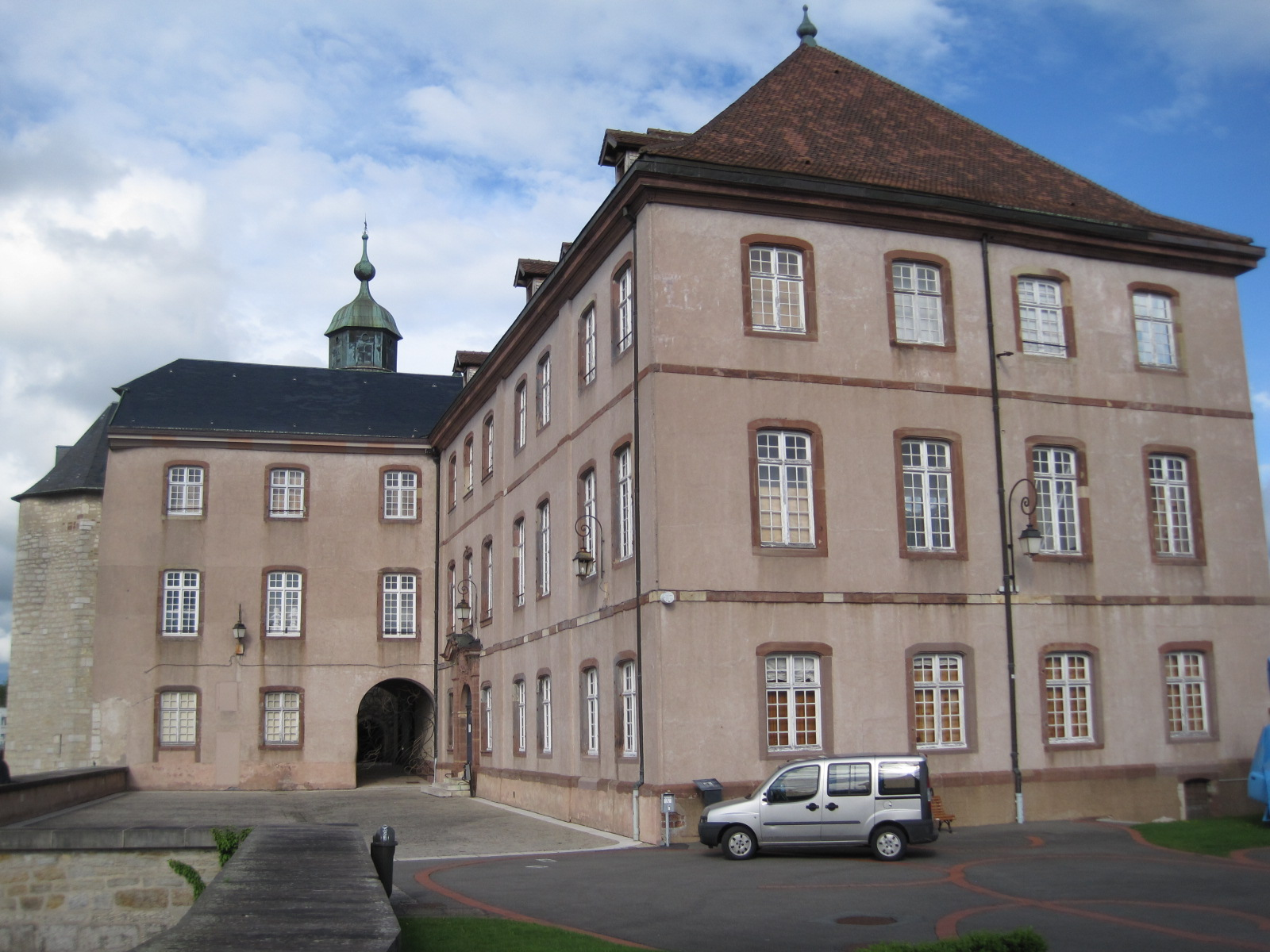
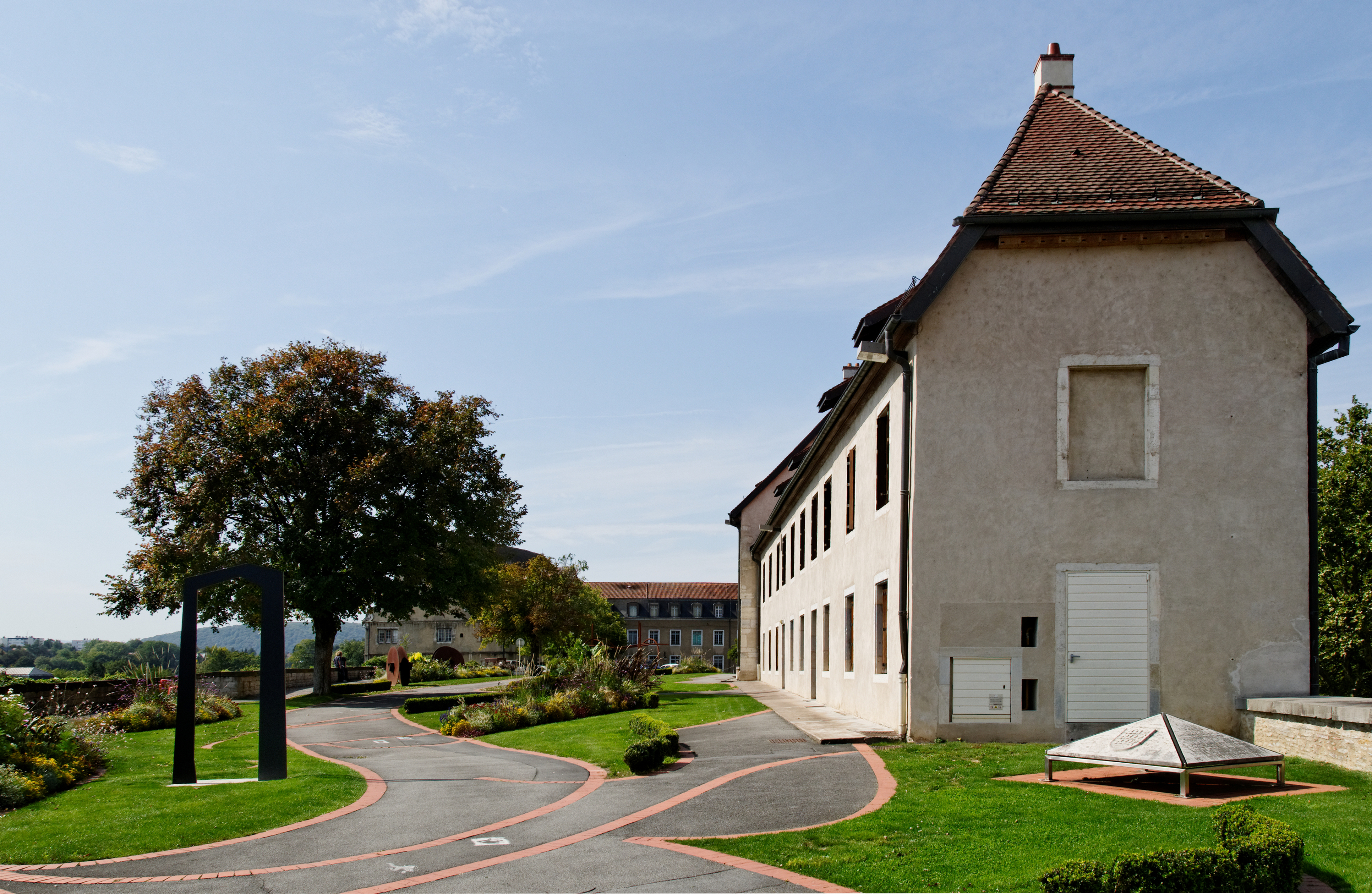
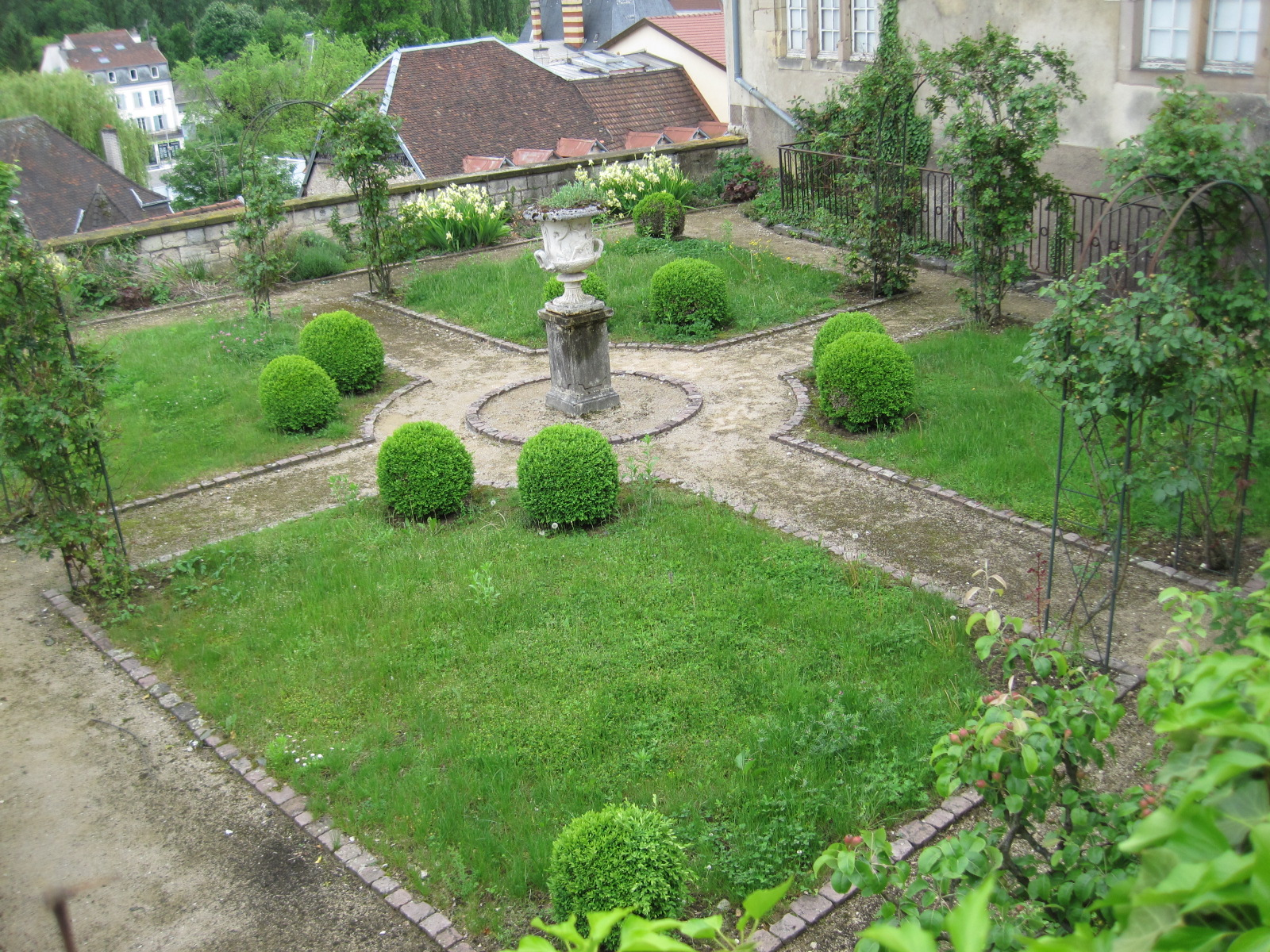
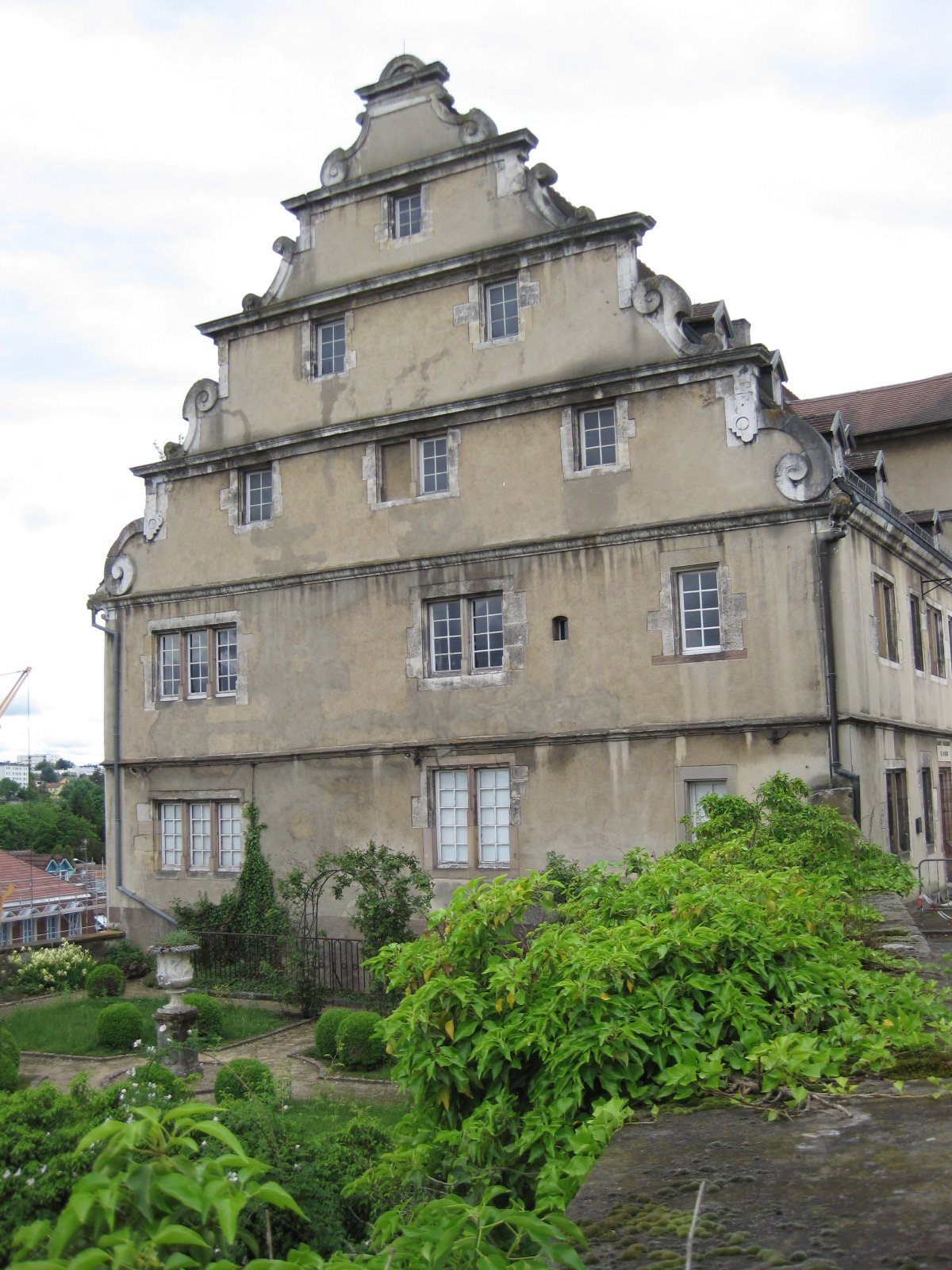